# Евдокименко, Георгий Степанович
Георгий Степанович Евдокименко (20 октября 1914, Венёв, Венёвский уезд, Тульская губерния, Российская империя — 24 сентября 1996, Москва, Россия) — советский организатор органов  государственной безопасности, председатель КГБ при Совете Министров Казахской ССР (1963—1975), генерал-лейтенант (1969).

## Биография
Член ВКП(б) с 1940 года.
В 1930 году окончил сельскую школу-семилетку в Орловском округе Центрально-Чернозёмной области, в 1930—1933 годах — заведующий опытной сельскохозяйственной станцией молодежи в с. Брасово Орловского округа, затем учился на рабочем факультета в Новом Петергофе, в 1939 году окончил Ленинградский плодоовощной институт, в том же году окончил Высшую школу НКВД.
С августа 1939 года находился на службе в органах государственной безопасности:
- 1939—1941 гг. — оперуполномоченный УНКВД по Волынской области,
- июнь-ноябрь 1941 г. — в военной контрразведке: помощник начальника отделения ОО НКВД 5-й армии, Юго-Западный фронт, 1941—1943 гг. — старший оперуполномоченный ОО НКВД СКВО (с сентября 1942 г. — Северная группа войск Закавказского фронта),
- март-сентябрь 1943 г. — начальник отделения ОО НКВД — УКР СМЕРШ Северо-Кавказского фронта,
- 1943—1944 гг. — заместитель начальника отдела УКР СМЕРШ Отдельной Приморской армии,
- 1944—1945 гг. — заместитель начальника отдела УКР СМЕРШ 3-го Прибалтийского фронта,
- 1945—1947 гг. — старший помощник и заместитель начальника инспекции Союзной контрольной комиссии в Венгрии,
- 1947—1949 гг. — заместитель начальника и начальник отдела УКР МГБ Центральной группы войск.

Затем находился на руководящих должностях в органах государственной безопасности:
- 1949—1950 гг. — заместитель старшего советника МГБ СССР при МВД Венгрии,
- 1950—1951 гг. — старший советник МГБ СССР при МВД Венгрии,
- 1951—1953 гг. — заместитель начальника управления МГБ по Хабаровскому краю,
- март-июнь 1953 г. — начальник 3-го отдела ВГУ МВД СССР,
- 1953—1954 гг. — заместитель начальника 7-го отдела 2-го Главного управления МВД СССР,
- 1954—1959 гг. — старший советник КГБ при Совете Министров СССР при МВД ПНР,
- 1959—1961 гг. — заместитель начальника 11-го отдела 1-го Главного управления КГБ при Совете Министров СССР,
- 1961—1963 гг. — начальник управления КГБ по Краснодарскому краю,
- 1963—1975 гг. — председатель КГБ при Совете Министров Казахской ССР.

Избирался депутатом Верховного Совета СССР 7-го, 8-го, 9-го созывов.
С 1975 года на пенсии.

## Награды и звания
Награждён орденами Ленина (1967), Октябрьской Революции (1971), Красного Знамени (1944), двумя орденами Отечественной войны I степени (1944, 1945) и двумя орденами Отечественной войны II степени (1944, 1945), орденом Трудового Красного Знамени (1977), двумя орденами Красной Звезды (1943, 1944), медали.